# 限定版
限定版又作特別版，與重製版的定義有所不同。通常適用在動畫（Anime），漫畫（Comic），遊戲（Game）。

## 特點與特典
限定版的数量一般（但并非绝对）少于普通版，并在特殊情况下推出，比如某展会。限定版不但在商品本身，也可能在包装及附带品上与一般版本有所区别。在動畫上則增加了隱藏的劇情或是遊戲中的劇情於其中。
雖然增加了這些但少了這部分對原作品並不會產生任何影響。
特典在日本分為首刷特典，店鋪特典，網路特典，全卷購入特典，連動特典，共通特典，抽選特典，回寄特典等。

## 分类
期间限定
只能在特定时间购入的特别版。入手價格較普通版貴許多。且時限較短。容易缺貨後不再版。
劇場限定
只在某个展会会场中发行的特别版。入手價格較普通版貴一些。
完全限定
完全生產限定版。這種版本通常用於收藏使用。動畫採用的為藍光技術製作。小說則附贈多樣景品。而漫畫則有原連載雜誌版尺寸(一般為A4)增大為A3。
初回限定
首次出版的时候发行的限量版。
通贩、应募赠品
利用通信形式邮购的版本，和邮寄回执才可获得的版本。通常只有日本限定。
抽獎限定
利用網路或明信片進行抽獎。通常只有日本限定。
轉蛋限定
只能靠投幣轉蛋獲取，通常為限量景品。
雜誌限定
在一些插圖，遊戲特典，景品。是隨書店雜誌一起賣。此手法是增加銷量和書店營運為考量。
深夜限定
在日本這是特別需要熬夜排隊，數量更為初回限定和期間限定稀少。與其相對的為日間限定。而這種是讓早上要上班上課的大眾較容易取得。
網路限定
只能使用網路購買，通常為日本限定。
光碟限定
這種是更較為少量的版本。將遊戲，漫畫或小說利用一片一片的光碟承載。這種技術主要用於新作或舊作。主要用於測試完全生產版或複刻版及重製版的可行度。類似於雜誌限定。
折綴本
折綴本為日語，直翻為折價，綴，一字同綜和之意，普遍不多頁，折綴本係為畫家為了推廣自己有哪些作品或想要單獨繪畫幾張圖而獨立出來的冊子。